# 中阿含経
『中阿含経』（ちゅうあごんきょう、梵: Madhyama Āgama）とは、仏教の漢訳『阿含経』の1つ。説一切有部所伝。パーリ語経典の「中部」（マッジマ・ニカーヤ）に相当する。大正新脩大蔵経No26。

## 構成
以下の222の経典から構成される。
- 1.『善法経』
- 2.『昼度樹経』
- 3.『城喩経』
- 4.『水喩経』
- 5.『木積喩経』
- 6.『善人往経』
- 7.『世間福経』
- 8.『七日経』
- 9.『七車経』
- 10.『漏尽経』
- 11.『塩喩経』
- 12.『惒破経』
- 13.『度経』
- 14.『羅雲経』
- 15.『思経』
- 16.『伽藍経』
- 17.『伽弥尼経』
- 18.『師子経』
- 19.『尼乾経』
- 20.『波羅牢経』
- 21.『等心経』
- 22.『成就戒経』
- 23.『智経』
- 24.『師子吼経』
- 25.『水喩経』
- 26.『瞿尼師経』
- 27.『梵志陀然経』
- 28.『教化病経』
- 29.『大拘絺羅経』
- 30.『象跡喩経』
- 31.『分別聖諦経』
- 32.『未曾有法経』
- 33.『侍者経』
- 34.『薄拘羅経』
- 35.『阿修羅経』
- 36.『地動経』
- 37.『瞻波経』
- 38.『郁伽長者経』
- 39.『郁伽長者経』
- 40.『手長者経』
- 41.『手長者経』
- 42.『何義経』
- 43.『不思経』
- 44.『念経』
- 45.『慚愧経』
- 46.『慚愧経』
- 47.『戒経』
- 48.『戒経』
- 49.『恭敬経』
- 50.『恭敬経』
- 51.『本際経』
- 52.『食経』
- 53.『食経』
- 54.『尽智経』
- 55.『涅槃経』
- 56.『弥醯経』
- 57.『即為比丘説経』
- 58.『七宝経』
- 59.『三十二相経』
- 60.『四洲経』
- 61.『牛糞喩経』
- 62.『頻鞞娑邏王迎仏経』
- 63.『鞞婆陵耆経』
- 64.『天使経』
- 65.『烏鳥喩経』
- 66.『説本経』
- 67.『大天㮈林経』
- 68.『大善見王経』
- 69.『三十喩経』
- 70.『転輪王経』
- 71.『蜱肆経』
- 72.『長寿王本起経』
- 73.『天経』
- 74.『八念経』
- 75.『浄不動道経』
- 76.『郁伽支羅経』
- 77.『娑雞帝三族姓子経』
- 78.『梵天請仏経』
- 79.『有勝天経』
- 80.『迦絺那経』
- 81.『念身経』
- 82.『支離弥梨経』
- 83.『長老上尊睡眠経』
- 84.『無刺経』
- 85.『真人経』
- 86.『説処経』
- 87.『穢品経』
- 88.『求法経』
- 89.『比丘請経』
- 90.『知法経』
- 91.『周那問見経』
- 92.『青白蓮華喩経』
- 93.『水浄梵志経』
- 94.『黒比丘経』
- 95.『住法経』
- 96.『無経』
- 97.『大因経』
- 98.『念処経』
- 99.『苦陰経』
- 100.『苦陰経』
- 101.『増上心経』
- 102.『念経』
- 103.『師子吼経』
- 104.『優曇婆邏経』
- 105.『願経』
- 106.『想経』
- 107.『林経』
- 108.『林経』
- 109.『自観心経』
- 110.『自観心経』
- 111.『達梵行経』
- 112.『阿奴波経』
- 113.『諸法本経』
- 114.『優陀羅経』
- 115.『蜜丸喩経』
- 116.『瞿曇弥経』
- 117.『柔軟経』
- 118.『龍象経』
- 119.『説処経』
- 120.『説無常経』
- 121.『請請経』
- 122.『瞻波経』
- 123.『沙門二十億経』
- 124.『八難経』
- 125.『貧窮経』
- 126.『行欲経』
- 127.『福田経』
- 128.『優婆塞経』
- 129.『怨家経』
- 130.『教曇弥経』
- 131.『降魔経』
- 132.『頼吒惒羅経』
- 133.『優婆離経』
- 134.『釈問経』
- 135.『善生経』
- 136.『商人求財経』
- 137.『世間経』
- 138.『福経』
- 139.『息止道経』
- 140.『至辺経』
- 141.『喩経』
- 142.『雨勢経』
- 143.『傷歌邏経』
- 144.『算数目揵連経』
- 145.『瞿黙目揵連経』
- 146.『象跡喩経』
- 147.『聞徳経』
- 148.『何苦経』
- 149.『何欲経』
- 150.『鬱痩歌邏経』
- 151.『阿摂惒経』
- 152.『鸚鵡経』
- 153.『須閑提経』
- 154.『婆羅婆堂経』
- 155.『須達哆経』
- 156.『梵波羅延経』
- 157.『黄蘆園経』
- 158.『頭那経』
- 159.『阿伽羅訶那経』
- 160.『阿蘭那経』
- 161.『梵摩経』
- 162.『分別六界経』
- 163.『分別六処経』
- 164.『分別観法経』
- 165.『温泉林天経』
- 166.『釈中禅室尊経』
- 167.『阿難説経』
- 168.『意行経』
- 169.『拘楼痩無諍経』
- 170.『鸚鵡経』
- 171.『分別大業経』
- 172.『心経』
- 173.『浮弥経』
- 174.『受法経』
- 175.『受法経』
- 176.『行禅経』
- 177.『説経』
- 178.『猟師経』
- 179.『五支物主経』
- 180.『瞿曇弥経』
- 181.『多界経』
- 182.『馬邑経』
- 183.『馬邑経』
- 184.『牛角娑羅林経』
- 185.『牛角娑羅林経』
- 186.『求解経』
- 187.『説智経』
- 188.『阿夷那経』
- 189.『聖道経』
- 190.『小空経』
- 191.『大空経』
- 192.『加楼烏陀夷経』
- 193.『牟梨破群那経』
- 194.『跋陀和利経』
- 195.『阿湿貝経』
- 196.『周那経』
- 197.『優婆離経』
- 198.『調御地経』
- 199.『癡慧地経』
- 200.『阿梨吒経』
- 201.『溽帝経』
- 202.『持斎経』
- 203.『晡利多経』
- 204.『羅摩経』
- 205.『五下分結経』
- 206.『心穢経』
- 207.『箭毛経』
- 208.『箭毛経』
- 209.『鞞摩那修経』
- 210.『法楽比丘尼経』
- 211.『大拘絺羅経』
- 212.『一切智経』
- 213.『法荘厳経』
- 214.『鞞訶提経』
- 215.『第一得経』
- 216.『愛生経』
- 217.『八城経』
- 218.『阿那律陀経』
- 219.『阿那律陀経』
- 220.『見経』
- 221.『箭喩経』
- 222.『例経』

## 日本語訳
- 『国訳一切経』 （印度撰述部 阿含部 第4-6巻） 大東出版社